# 顾城
顧城（1956年9月24日—1993年10月8日），生於北京，籍贯上海，中國當代詩人，作家顧工之子，朦朧詩主要代表人物之一。《鴨綠江》詩刊1981年評選「最年輕的青年詩作者」，《拉薩晚报》1985年評選“你最喜歡的中國十大青年詩人”，顧城均榜上有名。
顾城于文革前即開始詩歌創作，早期的詩歌有孩子般的純稚風格、夢幻情緒，用直覺和印象式的語句來詠唱童話般的少年生活。其诗《一代人》“黑夜給了我黑色的眼睛／我卻用它尋找光明”成為中國新詩的經典名句。

## 生平
1979年顧城和謝燁（1958年7月4日－1993年10月8日）在火車上邂逅。为了追求谢烨，顾城赶到上海，天天躺在谢烨家门前木箱子裡。1983年8月5日，顾城在上海與謝燁結婚。
1986年，顾城参加北京市作协在昌平举办的“新诗潮研讨会”，结识了北京大學分校中文系女學生李英（1964年1月-2014年1月8日）。1988年顧城夫妻前往紐西蘭激流島定居，生有一子木耳。顾城不能容忍孩子夺走妻子对他的爱，謝燁只好將小孩寄養在朋友家中。1990年，顾城邀請李英来到激流岛，三人共同生活，有说法称顾城与李英之间有发生身体关系。1993年1月，顾城携谢烨在西班牙、荷蘭、羅馬尼亞等國家講學。同年3月，李英和英國人約翰離開激流島，顧城為此大受打擊，写下遗书，多次自杀未遂。
1993年10月，谢烨收拾行装，準備由奥克兰前往德国，在前往奥克兰的码头時被顾城勸回家。随后顧城在新西蘭激流島寓所与谢烨发生争执，在冲突中谢烨受伤倒地。他们被发现时，顾城已经在树上自缢身亡，而谢烨头部有受到轻斧（tomahawk）猛击的伤痕，躺在通往房子的小径上。谢烨被送往医院，但在90分钟後身亡。新西兰警方推断，顾城杀死了他的妻子谢烨后自缢身亡。警方相信二人婚姻正处于困境，且有证据表明顾城在案发前走进了谢烨所在的房子。据《文汇报》报道，“顾城用斧头杀妻”，并称“一个儿童已向新西兰警方作证，事发当天他看到顾城躲在顾乡家前面的小径，等约好的谢烨下车往顾乡家走去时，顾城持斧头从背后砍杀了她”。

## 主要著作

### 诗歌
顾城一生创作的诗歌达2100多首，包括：
- 写在明信片上、* 松塔、* 杨树、* 一代人、* 我和幻想、* 留念、* 夜行、* 布林的档案（组诗）、* 我会像青草一样呼吸、* 我是一个任性的孩子、* 雨行、* 遠和近、* 城、* 鬼進城、* 小巷

《顾城诗全编》三联书店 / 1995
《顾城诗全集》上下卷，江苏文艺出版社 / 2010-04
《顾城的诗 顾城的画》江苏文艺出版社 / 2013-09

### 小说
短篇小说
- 伯乐不乐、* 钟声、* 不速之客、* 关于佛佛同志、* 无毒蛇、* 偶见、* 劣等生、* 飞机进入平流层、* 在“顶峰”一侧、* 阿尔斯先生走上讲台、* 长鼠阿古、* 夏日、* 传承、* 想象力、* 思忆朦胧、* 母亲、* 厂外、* 皂角、* 侃山、* 亨米、* 有心、* 梁河、* 在世、* 有念

长篇小说
- 《英儿：顾城遗作》顾城、雷米 著  1993-01 作家出版社 [6]

### 散文集
《顾城文选》全四卷，北方文艺出版社 2005。
- 卷一 别有天地。收录了著名朦胧诗人顾城的散文作品七十多篇。
- 卷二 思忆朦胧，卷三 与光同往，卷四 生生之境。